# 汉斯·波尔森
汉斯·波尔森（1894年3月6日—1960年10月24日）是第二次世界大战期间納粹德國德意志國防軍的一名将军。他曾獲頒騎士鐵十字勳章。他在指挥第114猎兵师時，该部队在意大利的古比奥以及另一個鎮殺了不少人。不過戰後波尔森並未因这些罪行被起诉。